# Tarahan
Tarahan ist ein Hafen in Sumatra/Indonesien in der südlichen Provinz Lampung. Tarahan  wurde angelegt, um die von der indonesischen staatlichen Firma PT Bukit Asam ab den 1980er Jahren in größerem Umfang bei  Tanjung Enim abgebaute Kohle zu verschiffen. Die Kohle geht vor allem nach Merak auf Java, wo sich das Kraftwerk Suralaya zur Kohleverstromung mit einer Kapazität von 3.400 MW befindet, und nach China, Indien und Japan.  
Tarahan ist mit dem Tagebau bei Tanjung Enim durch eine Eisenbahnlinie verbunden, die in den 1980er Jahren mit Mitteln der Weltbank durch die französische Firma Alstom hergerichtet wurde. Der Hafen Tarahan kann von Schiffen mit einer Größe von bis zu 60.000 BRT angelaufen werden. 
Die Transportkapazität der bestehenden Bahnlinie, die von der Anlage her noch aus der niederländischen Kolonialzeit stammt, liegt bei 15 Mio. Tonnen pro Jahr. 
2012 wurde ein Vertrag über einen Neubau einer Bahnlinie geschlossen. Mit logistischer, technologischer und finanzieller Hilfe Chinas wird eine  Bahnlinie geplant, die eine Kapazität von 25 Mio. Tonnen p. a. haben soll und den Tagebau mit einem zweiten, in der Provinz Lampung an der Sundastraße neu anzulegenden Hafen verbinden wird.
Der Bau von 307 km Schienenkilometern wird von der PT Bukit Asam Transpacific Railway (BATR) in Auftrag gegeben. Die Bukit Asam Transpacific Railway befindet sich mehrheitlich im Besitz des indonesischen Rajawali-Konzerns. Eigentümer von Rajawali ist Peter Sondakh. 
Das Projekt hat für die Bauphase ein Investitionsvolumen von 1,8 Mrd. USD. Ein Anteil von 1,3 Mrd. USD  wird finanziert durch ein chinesisches Bankenkonsortium, der Rest von 500 Mio. USD durch die Firma  Bukit Asam Transpacific Railway (BATR).